# Chadsche-Tadschoddin-Mausoleum
Das Chadche-Tadschoddin-Mausoleum (persisch آرامگاه خواجه تاج‌الدین, IPA:ɑɾɑmɡɑh ɛ xɑd͡ʒɛ tɑd͡ʒoddin) ist ein historisches Gebäude in der iranischen Stadt Kaschan. Im 15. Jahrhundert baute Chadsche Tadschoddin, der Bruder von Chadsche Seynoddin, dem Bauherrn des Seynoddin-Minaretts, eine Moschee mit Minaretten und eine Schule auf den Grabmälern der zwei Imamzaden und einiger zeitgenössischer Wissenschaftler und Richter. Im Laufe der Zeit wurden die Moschee und die Minarette zerstört und nur zwei Kuppeln sind übriggeblieben, die Chadsche-Tadschoddin-Mausoleum genannt werden. Die äußere Fläche der östliche Kuppel hat Moarragh-Keramikfliesen. Um die Kuppel wurde es mit drei Reihen von erhabenen Stuckinschriften geschmückt. Mystische Gedichte in der Naschī- und Thuluth-Schrift sind dort zu lesen.